# Себенніт
Себенніт (Севенніт; єгипет. ṯb-nṯr, дав.-гр. Σεβέννυτος; суч. Саманнуд) — місто в Дельті Нілу, столиця XII нома Нижнього Єгипту.
Знаходилося в центральній Дельті на місці сучасного Саманнуда. Возвеличилося в епоху Пізнього царства. Згідно Манефону, який був уродженцем Себенніта, з цього міста походять царі XXX династії.
Місто вигідно розташовувалося на перетині торгових шляхів і було важливим центром, але через зростання алювіальних відкладень і розладу системи каналів було згодом майже стерте з лиця землі.
На великому пагорбі на захід від сучасного міста знаходяться залишки храму, який Нектанеб II присвятив місцевому богу Онуріс-Шу. Серед руїн цієї споруди збереглися гранітні блоки з іменами Нектанеба II, Олександра IV, Філіпа Арридея і Птолемея II Филадельфа. У Саманнуді і його околицях знайдено кілька більш ранніх пам'яток, в тому числі староєгипетські помилкові двері якогось Сесна, вівтар Аменемхета I, статуя, датована часом правління Псамметіха III, фрагмент храму Неферита (видимо I) і скульптура часу правління Нектанеба I. Ніяких блоків або інших архітектурних елементів споруд, датованих періодом раніше XXX династії, не виявлено.